# Bushnell (Illinois)
Bushnell é uma cidade localizada no estado americano de Illinois, no Condado de McDonough.

## Demografia
Segundo o censo americano de 2000, a sua população era de 3221 habitantes. 
Em 2006, foi estimada uma população de 2998, um decréscimo de 223 (-6.9%).

## Geografia
De acordo com o United States Census Bureau tem uma área de 
5,3 km², dos quais 5,3 km² cobertos por terra e 0,0 km² cobertos por água.

## Localidades na vizinhança
O diagrama seguinte representa as localidades num raio de 20 km ao redor de Bushnell. 